# Hemitoma cumingii
Hemitoma cumingii is een slakkensoort uit de familie van de Fissurellidae. De wetenschappelijke naam van de soort werd in 1863 voor het eerst geldig gepubliceerd door George Brettingham Sowerby II.